# Кадухин
Кадухин — хутор в Усть-Лабинском районе Краснодарского края России. Входит в состав Некрасовского сельского поселения.

## География
Хутор расположен на берегах реки Малый Зеленчук, в 5,5 км к северо-востоку от центра сельского поселения — станицы Некрасовской.

### Улицы
- пер. Речной,
- ул. Зелёная,
- ул. Речная,
- ул. Северная,
- ул. Степная[4].

## Население
| 2002 | 2010 |
| ---- | ---- |
| 417  | ↘382 |